# Liste der Träger des Nationalpreises der DDR II. Klasse für Wissenschaft und Technik (1960–1969)
Diese Liste stellt die Träger des Nationalpreises der DDR in der II. Klasse für Wissenschaft und Technik der Jahre 1960 bis 1969 dar. Zu den anderen Jahrzehnten und Stufen siehe die Liste der Träger des Nationalpreises der DDR.

## Liste
| Auflistung nach Jahren                            |
| 1960 1961 1962 1963 1964 1965 1966 1967 1968 1969 |

| Jahr                                                                                                   | Preisträger | Preisträger | Verleihungsgrund |
| --- | --- | --- | --- |
| 1960 ↑                                                                                                 | Wilhelm Schütz | Direktor des Physikalischen Instituts der FSU Jena, Professor mit Lehrstuhl für Experimentalphysik | für seine grundlegenden wissenschaftlichen Arbeiten auf dem Gebiet der Molekülphysik, insbesondere für die Weiterentwicklung und Anwendung moderner Messmethoden zur Aufklärung von Molekülstrukturen sowie in Würdigung seiner Arbeiten zu Grundfragen der Ultrarot- und der Ramanspektroskopie                                                                   |
| 1960 ↑                                                                                                 | Will Kleber | Direktor des Mineralogisch-Petrographischen Instituts der HUB, Professor mit Lehrstuhl | für seine wegweisenden wissenschaftlichen Arbeiten auf dem Gebiet der theoretischen und angewandten Physik, die insbesondere zur Deutung des Verhaltens kristallisierter fester Körper bei der Auflösung, Kristallisation und Verformung führten |
| 1960 ↑                                                                                                 | Katharina Boll-Dornberger | Direktor des Instituts für Strukturforschung der DAW, Professorin mit Lehrstuhl für Mathematik und Naturwissenschaften an der HUB | für ihre erfolgreiche Forschungstätigkeit auf dem Gebiet der Kristallstrukturanalyse, insbesondere für die Entwicklung der von ihr mathematisch begründeten Fehlordnungstheorie, die es gestattet, neue Kenntnisse der Strukturen zu vermitteln, die den Aufbau der festen Körper erklären                                                                         |
| 1960 ↑                                                                                                 | Sylvester Rosegger | Direktor des Instituts für Landtechnik Potsdam-Bornim der DAL | für seine hervorragenden Leistungen bei der Entwicklung und Einführung von Maschinensystemen sowie für die Neuentwicklung von Verfahren und Geräten der Meßtechnik im Landmaschinenprüfwesen |
| 1960 ↑                                                                                                 | Elmar Profft | Professor mit Lehrstuhl für organische Chemie an der TH Merseburg | für seine grundlegenden Forschungs- und Entwicklungsarbeiten auf dem Gebiet der organischen Chemie, die für die Pharmazie und andere Zweige der chemischen Industrie von großer Bedeutung sind sowie für den Aufbau einer hervorragenden, praxisverbundenen Lehrtätigkeit an der TH Leuna-Merseburg                                                                |
| 1960 ↑                                                                                                 | Arnd Iloff | Abteilungsleiter im VEB Chemische Werke Buna | für seine hervorragenden wissenschaftlichen Leistungen auf dem Gebiet der Polymerisation, insbesondere für die Entwicklung neuer Kunststoffe |
| 1960 ↑                                                                                                 | Helmut Kraatz | Professor mit Lehrstuhl für Frauenheilkunde, Direktor der Frauenklinik der HUB | für seine hervorragenden wissenschaftlichen Forschungsergebnisse auf den Gebieten der Geburtshilfe, der Gynäkologie und der gynäkologischen Urologie und deren erfolgreiche Anwendung in der Praxis sowie für die Förderung der wissenschaftlichen Erkenntnisse zur Behebung der Krebsschäden bei Frauen                                                           |
| 1960 ↑                                                                                                 | Samuel Mitja Rapoport | Professor mit Lehrstuhl für physiologische Chemie und Direktor des Physiologisch-Chemischen Instituts der HUB | für seine hervorragenden wissenschaftlichen Arbeiten auf dem Gebiet des Stoffwechsels der Zellen, besonders der roten Blutkörperchen, wobei ihm die Aufklärung des Phosphoglycerinsäurezyklus gelang |
| 1960 ↑                                                                                                 | Kollektiv Einheitsmotoren | Kollektiv Einheitsmotoren | für ihren Anteil an der Entwicklung einer Einheitsmotorenreihe, die auf der Grundlage einheitlicher Konstruktionsformen die Verwendung von Kupfer oder Aluminium für den Wicklungsablauf gestattet |
| 1960 ↑                                                                                                 | Josef Watzula | Werkleiter im VEB Wissenschaftlich-technisches Büro für Elektromaschinen in Dresden | für ihren Anteil an der Entwicklung einer Einheitsmotorenreihe, die auf der Grundlage einheitlicher Konstruktionsformen die Verwendung von Kupfer oder Aluminium für den Wicklungsablauf gestattet |
| 1960 ↑                                                                                                 | Rudolf Möckel | Berechnungsingenieur im VEB WTB Dresden | für ihren Anteil an der Entwicklung einer Einheitsmotorenreihe, die auf der Grundlage einheitlicher Konstruktionsformen die Verwendung von Kupfer oder Aluminium für den Wicklungsablauf gestattet |
| 1960 ↑                                                                                                 | Kurt Pommer | Professor mit Lehrstuhl, Direktor des Instituts für elektrische Maschinen und Antriebe der TH Dresden | für ihren Anteil an der Entwicklung einer Einheitsmotorenreihe, die auf der Grundlage einheitlicher Konstruktionsformen die Verwendung von Kupfer oder Aluminium für den Wicklungsablauf gestattet |
| 1961 ↑                                                                                                 | Alfred Recknagel | Direktor des Instituts für Experimentalphysik und Professor der Technischen Hochschule Dresden | für seine grundlegenden Forschungsergebnisse auf dem Gebiet der Elektronenoptik, die einen wesentlichen Beitrag zur Entwicklung der Elektronenmikroskopie und für die Entwicklung der Geräte der Kernphysik lieferten sowie für seine Verdienste als Hochschullehrer                                                                                               |
| 1961 ↑                                                                                                 | Werner Espe | | für seine richtungsweisenden Arbeiten auf dem Gebiet der Vakuumtechnik, die für die Entwicklung der Elektrotechnik bedeutungsvoll sind, und für seine zahlreichen wissenschaftlichen Schriften, die internationale Anerkennung gefunden haben |
| 1961 ↑                                                                                                 | Kollektiv des Instituts für physikalische Stofftrennung Leipzig | Kollektiv des Instituts für physikalische Stofftrennung Leipzig | für ihren Anteil an den bedeutungsvollen Arbeiten zur Herstellung stabiler Isotope und ihrer Anwendung in der Chemie, Biologie, Medizin und auf anderen Gebieten, durch die die Grundlage für eine richtungsweisende und international anerkannte Entwicklung geliefert worden ist                                                                                 |
| 1961 ↑                                                                                                 | Justus Mühlenpfordt | Direktor des Institut für physikalische Stofftrennung der DAW in Leipzig | für ihren Anteil an den bedeutungsvollen Arbeiten zur Herstellung stabiler Isotope und ihrer Anwendung in der Chemie, Biologie, Medizin und auf anderen Gebieten, durch die die Grundlage für eine richtungsweisende und international anerkannte Entwicklung geliefert worden ist                                                                                 |
| 1961 ↑                                                                                                 | Klaus Wetzel | Assistent am Institut für physikalische Stofftrennung | für ihren Anteil an den bedeutungsvollen Arbeiten zur Herstellung stabiler Isotope und ihrer Anwendung in der Chemie, Biologie, Medizin und auf anderen Gebieten, durch die die Grundlage für eine richtungsweisende und international anerkannte Entwicklung geliefert worden ist                                                                                 |
| 1961 ↑                                                                                                 | Gerhard Hübner | | für ihren Anteil an den bedeutungsvollen Arbeiten zur Herstellung stabiler Isotope und ihrer Anwendung in der Chemie, Biologie, Medizin und auf anderen Gebieten, durch die die Grundlage für eine richtungsweisende und international anerkannte Entwicklung geliefert worden ist                                                                                 |
| 1961 ↑                                                                                                 | Heinz Birkenfeld | | für ihren Anteil an den bedeutungsvollen Arbeiten zur Herstellung stabiler Isotope und ihrer Anwendung in der Chemie, Biologie, Medizin und auf anderen Gebieten, durch die die Grundlage für eine richtungsweisende und international anerkannte Entwicklung geliefert worden ist                                                                                 |
| 1961 ↑                                                                                                 | Heinrich Hübner | | für ihren Anteil an den bedeutungsvollen Arbeiten zur Herstellung stabiler Isotope und ihrer Anwendung in der Chemie, Biologie, Medizin und auf anderen Gebieten, durch die die Grundlage für eine richtungsweisende und international anerkannte Entwicklung geliefert worden ist                                                                                 |
| 1961 ↑                                                                                                 | Werner Gruner | Rektor der TH Dresden; Professor für Maschinenbau | für seine wegweisenden Forschungsarbeiten auf dem Gebiet des Landmaschinenbaus und für die Konstruktion moderner Landmaschinen, deren Anwendung wesentlich zur Steigerung der Arbeitsproduktivität beigetragen hat, sowie für seine großen Verdienste als Hochschullehrer                                                                                          |
| 1961 ↑                                                                                                 | Kollektiv „Hervorragende Schweißingenieure der Werftindustrie der DDR“                                                                                               | Kollektiv „Hervorragende Schweißingenieure der Werftindustrie der DDR“ | für ihren Anteil an der Entwicklung und Anwendung an der modernen Schweißtechnik om Schiffbau, durch die der internationale technische Stand mitbestimmt wurde und die die Grundlage für den Aufbau der automatischen Schweißverfahren in unserer Werftindustrie geliefert hat                                                                                     |
| 1961 ↑                                                                                                 | Werner Günther, Rostock | | für ihren Anteil an der Entwicklung und Anwendung an der modernen Schweißtechnik om Schiffbau, durch die der internationale technische Stand mitbestimmt wurde und die die Grundlage für den Aufbau der automatischen Schweißverfahren in unserer Werftindustrie geliefert hat                                                                                     |
| 1961 ↑                                                                                                 | Otto Schwank, Rostock | | für ihren Anteil an der Entwicklung und Anwendung an der modernen Schweißtechnik om Schiffbau, durch die der internationale technische Stand mitbestimmt wurde und die die Grundlage für den Aufbau der automatischen Schweißverfahren in unserer Werftindustrie geliefert hat                                                                                     |
| 1961 ↑                                                                                                 | Ulrich Ploetz, Warnemünde | | für ihren Anteil an der Entwicklung und Anwendung an der modernen Schweißtechnik om Schiffbau, durch die der internationale technische Stand mitbestimmt wurde und die die Grundlage für den Aufbau der automatischen Schweißverfahren in unserer Werftindustrie geliefert hat                                                                                     |
| 1961 ↑                                                                                                 | Bruno Cordt, Rostock | | für ihren Anteil an der Entwicklung und Anwendung an der modernen Schweißtechnik om Schiffbau, durch die der internationale technische Stand mitbestimmt wurde und die die Grundlage für den Aufbau der automatischen Schweißverfahren in unserer Werftindustrie geliefert hat                                                                                     |
| 1961 ↑                                                                                                 | Helmut Karliczek, Stralsund | | für ihren Anteil an der Entwicklung und Anwendung an der modernen Schweißtechnik om Schiffbau, durch die der internationale technische Stand mitbestimmt wurde und die die Grundlage für den Aufbau der automatischen Schweißverfahren in unserer Werftindustrie geliefert hat                                                                                     |
| 1961 ↑                                                                                                 | Helmuth Bernhardt, Roßlau | | für ihren Anteil an der Entwicklung und Anwendung an der modernen Schweißtechnik om Schiffbau, durch die der internationale technische Stand mitbestimmt wurde und die die Grundlage für den Aufbau der automatischen Schweißverfahren in unserer Werftindustrie geliefert hat                                                                                     |
| 1961 ↑                                                                                                 | Otto Retzlaff, Wismar | | für ihren Anteil an der Entwicklung und Anwendung an der modernen Schweißtechnik om Schiffbau, durch die der internationale technische Stand mitbestimmt wurde und die die Grundlage für den Aufbau der automatischen Schweißverfahren in unserer Werftindustrie geliefert hat                                                                                     |
| 1961 ↑                                                                                                 | Argon-Kollektiv des VEB Leuna-Werke Walter Ulbricht | Argon-Kollektiv des VEB Leuna-Werke Walter Ulbricht | für ihren Anteil an den außerordentlichen Erfolgen in der sozialistischen Gemeinschaftsarbeit bei der Entwicklung eines neuartigen Verfahrens zur Gewinnung von reinem Argon aus den Abgasen der Ammoniaksynthese, das uns von Importen frei macht und gestattet, ein Reinstargon international führender Qualität in Hunderttausenden von Kubikmetern auszuführen |
| 1961 ↑                                                                                                 | Gerhard Gnauck | | für ihren Anteil an den außerordentlichen Erfolgen in der sozialistischen Gemeinschaftsarbeit bei der Entwicklung eines neuartigen Verfahrens zur Gewinnung von reinem Argon aus den Abgasen der Ammoniaksynthese, das uns von Importen frei macht und gestattet, ein Reinstargon international führender Qualität in Hunderttausenden von Kubikmetern auszuführen |
| 1961 ↑                                                                                                 | Günther Kobelt | | für ihren Anteil an den außerordentlichen Erfolgen in der sozialistischen Gemeinschaftsarbeit bei der Entwicklung eines neuartigen Verfahrens zur Gewinnung von reinem Argon aus den Abgasen der Ammoniaksynthese, das uns von Importen frei macht und gestattet, ein Reinstargon international führender Qualität in Hunderttausenden von Kubikmetern auszuführen |
| 1961 ↑                                                                                                 | Christian Schwan | | für ihren Anteil an den außerordentlichen Erfolgen in der sozialistischen Gemeinschaftsarbeit bei der Entwicklung eines neuartigen Verfahrens zur Gewinnung von reinem Argon aus den Abgasen der Ammoniaksynthese, das uns von Importen frei macht und gestattet, ein Reinstargon international führender Qualität in Hunderttausenden von Kubikmetern auszuführen |
| 1961 ↑                                                                                                 | Herbert Uebermuth | Ordinarius für Chirurgie an der KMU Leipzig | für seine großen Verdienste um die Entwicklung der Chirurgie, insbesondere für sein Lehrbuch Spezielle Chirurgie, das im In- und Ausland hohe Anerkennung gefunden hat |
| 1961 ↑                                                                                                 | Otto Prokop | Direktor des Instituts für Gerichtliche Medizin der Humboldt-Universität zu Berlin | für seine bedeutenden wissenschaftlichen Arbeiten auf dem Gebiet der Blutgruppen-Serologie und der Schaffung neuer Verfahren zur Herstellung diagnostischer Seren sowie sein Lehrbuch der gerichtlichen Medizin |
| 1961 ↑                                                                                                 | Walter Markov | Direktor des Instituts für Universal- und Kulturgeschichte und Ordinarius für Neuere Geschichte an der KMU Leipzig | für seine großen Verdienste um die Entwicklung der Geschichtswissenschaft, insbesondere für seine Forschungsarbeiten auf dem Gebiet der Volksbewegung in der Französischen Revolution und der Befreiungsbewegung der kolonial-unterdrückten Völker, die wesentlich zum tieferen Verständnis des historischen Materialismus beigetragen haben                       |
| 1962 ↑                                                                                                 | Günter Hilgetag | Ordinarius für organische Chemie und Direktor des II. Chemischen Instituts der Mathematisch-Naturwissenschaftlichen Fakultät der HUB Berlin | für seine wissenschaftlichen Arbeiten auf dem Gebiet der Arznei- und Pflanzenschutzmittel, die von wesentlicher Bedeutung für die Entwicklung der pharmazeutischen Industrie der DDR sind |
| 1962 ↑                                                                                                 | Günther Drefahl | Ordinarius für organische Chemie und Direktor des Instituts für Organische Chemie und Biochemie an der FSU Jena, Rektor der FSU Jena | für seine Arbeiten auf theoretischem Gebiet, besonders bei der Bearbeitung von Problemen der Stereochemie und der Struktur organisch-chemischer Verbindungen sowie für seine volkswirtschaftlich bedeutenden Entwicklungen auf dem Gebiet der Arzneimittel |
| 1962 ↑                                                                                                 | Kollektiv Neue Technik des VEB Walzwerk Hettstedt | Kollektiv Neue Technik des VEB Walzwerk Hettstedt | für ihren Anteil an der Einführung der neuen Technik sowie an der mit einem hohen ökonomischen Nutzen verbundenen kurzfristigen Einrichtung neuer Kapazitäten im VEB Walzwerk Hettstedt |
| 1962 ↑                                                                                                 | Franz Bandel | Werkdirektor | für ihren Anteil an der Einführung der neuen Technik sowie an der mit einem hohen ökonomischen Nutzen verbundenen kurzfristigen Einrichtung neuer Kapazitäten im VEB Walzwerk Hettstedt |
| 1962 ↑                                                                                                 | Gerhard Pupke | | für ihren Anteil an der Einführung der neuen Technik sowie an der mit einem hohen ökonomischen Nutzen verbundenen kurzfristigen Einrichtung neuer Kapazitäten im VEB Walzwerk Hettstedt |
| 1962 ↑                                                                                                 | Heinz Wernicke | | für ihren Anteil an der Einführung der neuen Technik sowie an der mit einem hohen ökonomischen Nutzen verbundenen kurzfristigen Einrichtung neuer Kapazitäten im VEB Walzwerk Hettstedt |
| 1962 ↑                                                                                                 | Karl-Heinz Schreiter | | für ihren Anteil an der Einführung der neuen Technik sowie an der mit einem hohen ökonomischen Nutzen verbundenen kurzfristigen Einrichtung neuer Kapazitäten im VEB Walzwerk Hettstedt |
| 1962 ↑                                                                                                 | Friedrich Wesselburg | Betriebsdirektor | für ihren Anteil an der Einführung der neuen Technik sowie an der mit einem hohen ökonomischen Nutzen verbundenen kurzfristigen Einrichtung neuer Kapazitäten im VEB Walzwerk Hettstedt |
| 1962 ↑                                                                                                 | Edmund Zies | | für ihren Anteil an der Einführung der neuen Technik sowie an der mit einem hohen ökonomischen Nutzen verbundenen kurzfristigen Einrichtung neuer Kapazitäten im VEB Walzwerk Hettstedt |
| 1963 ↑                                                                                                 | Hermann Klare | Professor an der HUB Berlin; Direktor des Instituts für Faserstoff-Forschung in Teltow-Seehof | für seine grundlegenden Untersuchungen der kolloiden und chemischen Elementarvorgänge bei der Bildung des Viskosefadens unter besonderer Berücksichtigung der Entwicklung hochnaßfester Fasern im Viskosespinnprozeß |
| 1963 ↑                                                                                                 | Werner Lange | Direktor des Forschungsinstitutes für Nichteisenmetalle sowie Professor der Bergakademie Freiberg | für seine grundlegenden Arbeiten bei der Lösung metallurgischer Probleme, besonders bei der Gewinnung von Spurenmetallen aus einheimischen Rohstoffen und bei der Entwicklung neuer naßmetallurgischer Verfahren |
| 1963 ↑                                                                                                 | Gerhard Kosel | Präsident der Deutschen Bauakademie | für seine hervorragenden Leistungen bei der Ausarbeitung der wissenschaftlichen Grundlagen zur Industrialisierung des Bauens und für seine Initiative bei deren Durchsetzung |
| 1963 ↑                                                                                                 | Forschungsgemeinschaft Mineralgebundene Gase | Forschungsgemeinschaft Mineralgebundene Gase | für ihren Anteil an den Forschungsarbeiten zur Erkennung und Verhinderung von Gasausbrüchen im Kalibergbau und bei der erfolgreichen Einführung der dabei gewonnenen Erkenntnisse in die Produktionspraxis |
| 1963 ↑                                                                                                 | Werner Gimm | Professor an der Bergakademie Freiberg | für ihren Anteil an den Forschungsarbeiten zur Erkennung und Verhinderung von Gasausbrüchen im Kalibergbau und bei der erfolgreichen Einführung der dabei gewonnenen Erkenntnisse in die Produktionspraxis |
| 1963 ↑                                                                                                 | Klaus Thoma | | für ihren Anteil an den Forschungsarbeiten zur Erkennung und Verhinderung von Gasausbrüchen im Kalibergbau und bei der erfolgreichen Einführung der dabei gewonnenen Erkenntnisse in die Produktionspraxis |
| 1963 ↑                                                                                                 | Günter Duchrow | | für ihren Anteil an den Forschungsarbeiten zur Erkennung und Verhinderung von Gasausbrüchen im Kalibergbau und bei der erfolgreichen Einführung der dabei gewonnenen Erkenntnisse in die Produktionspraxis |
| 1963 ↑                                                                                                 | Udo Winter | | für ihren Anteil an den Forschungsarbeiten zur Erkennung und Verhinderung von Gasausbrüchen im Kalibergbau und bei der erfolgreichen Einführung der dabei gewonnenen Erkenntnisse in die Produktionspraxis |
| 1963 ↑                                                                                                 | Josef Dieckhoff | Ordinarius für Kinderheilkunde an der HUB, Direktor der Kinderklinik an der Charité | für seine hervorragenden wissenschaftlichen Leistungen als Forscher und Lehrer auf dem Gebiet der Kinderheilkunde, die von größter Bedeutung für die Senkung der Säuglingssterblichkeit sind |
| 1963 ↑                                                                                                 | Kollektiv Isomerisierung des VEB Kombinat „Otto Grotewohl“ Böhlen | Kollektiv Isomerisierung des VEB Kombinat „Otto Grotewohl“ Böhlen | für seinen Anteil an den Arbeiten zur Erzeugung von Benzinen hoher Oktanzahl durch Isomerisierung und bei den Untersuchungen der Hydro-Raffinantion unter Mitteldruck |
| 1963 ↑                                                                                                 | Richard Birthler | | für seinen Anteil an den Arbeiten zur Erzeugung von Benzinen hoher Oktanzahl durch Isomerisierung und bei den Untersuchungen der Hydro-Raffinantion unter Mitteldruck |
| 1963 ↑                                                                                                 | Rainer Klimke | | für seinen Anteil an den Arbeiten zur Erzeugung von Benzinen hoher Oktanzahl durch Isomerisierung und bei den Untersuchungen der Hydro-Raffinantion unter Mitteldruck |
| 1963 ↑                                                                                                 | Helmut Wagner | | für seinen Anteil an den Arbeiten zur Erzeugung von Benzinen hoher Oktanzahl durch Isomerisierung und bei den Untersuchungen der Hydro-Raffinantion unter Mitteldruck |
| 1963 ↑                                                                                                 | Siegfried Queck | | für seinen Anteil an den Arbeiten zur Erzeugung von Benzinen hoher Oktanzahl durch Isomerisierung und bei den Untersuchungen der Hydro-Raffinantion unter Mitteldruck |
| 1963 ↑                                                                                                 | Kollektiv der LPG „Walter Ulbricht“ Dahlen, Kreis Oschatz, Typ III                                                                                                   | Kollektiv der LPG „Walter Ulbricht“ Dahlen, Kreis Oschatz, Typ III | für ihren Anteil an der Entwicklung neuer sozialistischer Leitungsmethoden und der Anwendung des wissenschaftlich-technischen Fortschritts mit höchstem ökonomischem Nutzeffekt in der LPG „Walter Ulbricht“ Dahlen, die das Weltniveau in der landwirtschaftlichen Produktion mitbestimmt.                                                                        |
| 1963 ↑                                                                                                 | Johannes Döhler | | für ihren Anteil an der Entwicklung neuer sozialistischer Leitungsmethoden und der Anwendung des wissenschaftlich-technischen Fortschritts mit höchstem ökonomischem Nutzeffekt in der LPG „Walter Ulbricht“ Dahlen, die das Weltniveau in der landwirtschaftlichen Produktion mitbestimmt.                                                                        |
| 1963 ↑                                                                                                 | Hans, Jendrzeyewski | | für ihren Anteil an der Entwicklung neuer sozialistischer Leitungsmethoden und der Anwendung des wissenschaftlich-technischen Fortschritts mit höchstem ökonomischem Nutzeffekt in der LPG „Walter Ulbricht“ Dahlen, die das Weltniveau in der landwirtschaftlichen Produktion mitbestimmt.                                                                        |
| 1963 ↑                                                                                                 | Heinz Ludewig | | für ihren Anteil an der Entwicklung neuer sozialistischer Leitungsmethoden und der Anwendung des wissenschaftlich-technischen Fortschritts mit höchstem ökonomischem Nutzeffekt in der LPG „Walter Ulbricht“ Dahlen, die das Weltniveau in der landwirtschaftlichen Produktion mitbestimmt.                                                                        |
| 1963 ↑                                                                                                 | Gertraude Langner | | für ihren Anteil an der Entwicklung neuer sozialistischer Leitungsmethoden und der Anwendung des wissenschaftlich-technischen Fortschritts mit höchstem ökonomischem Nutzeffekt in der LPG „Walter Ulbricht“ Dahlen, die das Weltniveau in der landwirtschaftlichen Produktion mitbestimmt.                                                                        |
| 1963 ↑                                                                                                 | Hildegard Haase | | für ihren Anteil an der Entwicklung neuer sozialistischer Leitungsmethoden und der Anwendung des wissenschaftlich-technischen Fortschritts mit höchstem ökonomischem Nutzeffekt in der LPG „Walter Ulbricht“ Dahlen, die das Weltniveau in der landwirtschaftlichen Produktion mitbestimmt.                                                                        |
| 1963 ↑                                                                                                 | Linda Ullmann | | für ihren Anteil an der Entwicklung neuer sozialistischer Leitungsmethoden und der Anwendung des wissenschaftlich-technischen Fortschritts mit höchstem ökonomischem Nutzeffekt in der LPG „Walter Ulbricht“ Dahlen, die das Weltniveau in der landwirtschaftlichen Produktion mitbestimmt.                                                                        |
| 1963 ↑                                                                                                 | Alfred Hey | Berlin | für seine hervorragenden wissenschaftlichen Arbeiten auf dem Gebiet der Phytopathologie und des Pflanzenschutzes sowie die Unterstützung der schnellen Einführung der wissenschaftlichen Erkenntnisse in der Praxis. |
| 1963 ↑                                                                                                 | Alfred Eckardt | Jena | für seine Verdienste um die Entwicklung, Erforschung und Anwendung kernphysikalischer Methoden für die Zwecke der zerstörungsfreien Materialprüfung sowie für seine wissenschaftlichen Erfolge in der Lehre und beim Aufbau der dazu erforderlichen Einrichtungen                                                                                                  |
| 1964 ↑                                                                                                 | Werner Gilde | Direktor des Zentralinstituts für Schweißtechnik Halle | für seine wissenschaftlichen Arbeiten auf dem Gebiet der Schweißtechnik und für seinen hervorragenden Anteil bei der erfolgreichen Einführung der Forschungsergebnisse in der gesamten metallverarbeitenden Industrie |
| 1964 ↑                                                                                                 | Albert Wollenberger | Ordinarius für Pharmakologie an der HUB, Leiter der Arbeitsstelle für Biochemie des Herzens in Berlin-Buch | für seine hervorragenden wissenschaftlichen Leistungen auf dem Gebiet der Biochemie und Physiologie des Herzens, die von grundlegender Bedeutung für die Therapie von Herzerkrankungen sind |
| 1964 ↑                                                                                                 | Kollektiv Pneumatische Steuerung | Kollektiv Pneumatische Steuerung | für ihren Anteil an der Entwicklung pneumatischer Logikelemente für die Steuerung beliebiger Prozesse und für dessen Einführung in die Praxis mit hohem volkswirtschaftlichen Nutzen |
| 1964 ↑                                                                                                 | Heinrich Kindler, Dresden | Direktor des Instituts für Regelungstechnik der TH Dresden; Leiter des Instituts für Regelungs- und Steuerungstechnik der DAW in Dresden | für ihren Anteil an der Entwicklung pneumatischer Logikelemente für die Steuerung beliebiger Prozesse und für dessen Einführung in die Praxis mit hohem volkswirtschaftlichen Nutzen |
| 1964 ↑                                                                                                 | Heinz Töpfer, Dresden | stellvertretender Direktor des Instituts für Regelungs- und Steuerungstechnik der DAW in Dresden | für ihren Anteil an der Entwicklung pneumatischer Logikelemente für die Steuerung beliebiger Prozesse und für dessen Einführung in die Praxis mit hohem volkswirtschaftlichen Nutzen |
| 1964 ↑                                                                                                 | Rolf Klaus, Karl-Marx-Stadt | | für ihren Anteil an der Entwicklung pneumatischer Logikelemente für die Steuerung beliebiger Prozesse und für dessen Einführung in die Praxis mit hohem volkswirtschaftlichen Nutzen |
| 1964 ↑                                                                                                 | Dieter Schrepel, Dresden | | für ihren Anteil an der Entwicklung pneumatischer Logikelemente für die Steuerung beliebiger Prozesse und für dessen Einführung in die Praxis mit hohem volkswirtschaftlichen Nutzen |
| 1964 ↑                                                                                                 | Arnulf Schwarz, Dresden | | für ihren Anteil an der Entwicklung pneumatischer Logikelemente für die Steuerung beliebiger Prozesse und für dessen Einführung in die Praxis mit hohem volkswirtschaftlichen Nutzen |
| 1964 ↑                                                                                                 | Dieter Schellenberger, Karl-Marx-Stadt | | für ihren Anteil an der Entwicklung pneumatischer Logikelemente für die Steuerung beliebiger Prozesse und für dessen Einführung in die Praxis mit hohem volkswirtschaftlichen Nutzen |
| 1964 ↑                                                                                                 | Kollektiv Wissenschaftliche Grundlagen der Bodenmechanik im Braunkohlenbergbau                                                                                       | Kollektiv Wissenschaftliche Grundlagen der Bodenmechanik im Braunkohlenbergbau | für ihren Anteil bei der Einführung neuester wissenschaftlicher Grundlagen der Bodenmechanik in den Braunkohlentagebau, wodurch die Sicherheit der Tagebaue erhöht und der Einsatz neuer produktiver Abbaugeräte ermöglicht wurde |
| 1964 ↑                                                                                                 | Hans Matschak, Freiberg | Professor für Bergmännische Wasserwirtschaft und Bodenmechanik an der Bergakademie Freiberg | für ihren Anteil bei der Einführung neuester wissenschaftlicher Grundlagen der Bodenmechanik in den Braunkohlentagebau, wodurch die Sicherheit der Tagebaue erhöht und der Einsatz neuer produktiver Abbaugeräte ermöglicht wurde |
| 1964 ↑                                                                                                 | Kurt Schubert, Dresden | Professor für Bodenmechanik am Institut für Grundbau und Bodenmechanik der TU Dresden | für ihren Anteil bei der Einführung neuester wissenschaftlicher Grundlagen der Bodenmechanik in den Braunkohlentagebau, wodurch die Sicherheit der Tagebaue erhöht und der Einsatz neuer produktiver Abbaugeräte ermöglicht wurde |
| 1964 ↑                                                                                                 | Kollektiv Entwicklung der wissenschaftlichen Grundlagen der komplexen Fließfertigung im Industriebau, erprobt auf der Baustelle des Erdölverarbeitungswerkes Schwedt | Kollektiv Entwicklung der wissenschaftlichen Grundlagen der komplexen Fließfertigung im Industriebau, erprobt auf der Baustelle des Erdölverarbeitungswerkes Schwedt | für ihren Anteil der komplexen Fließfertigung und der Blockmontage im Industriebau, die den kurzfristigen und termingerechten Aufbau der ersten Baustufe des Erdölverarbeitungswerkes Schwedt ermöglichte |
| 1964 ↑                                                                                                 | Ernst Ludwig, Dresden | | für ihren Anteil der komplexen Fließfertigung und der Blockmontage im Industriebau, die den kurzfristigen und termingerechten Aufbau der ersten Baustufe des Erdölverarbeitungswerkes Schwedt ermöglichte |
| 1964 ↑                                                                                                 | Karl-Heinz Schultz, Berlin | | für ihren Anteil der komplexen Fließfertigung und der Blockmontage im Industriebau, die den kurzfristigen und termingerechten Aufbau der ersten Baustufe des Erdölverarbeitungswerkes Schwedt ermöglichte |
| 1964 ↑                                                                                                 | Richard Kilian, Schwedt | | für ihren Anteil der komplexen Fließfertigung und der Blockmontage im Industriebau, die den kurzfristigen und termingerechten Aufbau der ersten Baustufe des Erdölverarbeitungswerkes Schwedt ermöglichte |
| 1964 ↑                                                                                                 | Karl-Heinz Martini, Schwedt | | für ihren Anteil der komplexen Fließfertigung und der Blockmontage im Industriebau, die den kurzfristigen und termingerechten Aufbau der ersten Baustufe des Erdölverarbeitungswerkes Schwedt ermöglichte |
| 1964 ↑                                                                                                 | Rudi Spohr, Berlin | | für ihren Anteil der komplexen Fließfertigung und der Blockmontage im Industriebau, die den kurzfristigen und termingerechten Aufbau der ersten Baustufe des Erdölverarbeitungswerkes Schwedt ermöglichte |
| 1964 ↑                                                                                                 | Kollektiv des VEG Saatzucht August Bebel Quedlinburg | Kollektiv des VEG Saatzucht August Bebel Quedlinburg | für ihren Anteil bei der Entwicklung sozialistischer Leitungsmethoden und neuer Technologien in der landwirtschaftlichen Produktion im VEG August Bebel Quedlinburg, die zu einem hohen ökonomischen Nutzeffekt führten |
| 1964 ↑                                                                                                 | Günther Hahn | Direktor | für ihren Anteil bei der Entwicklung sozialistischer Leitungsmethoden und neuer Technologien in der landwirtschaftlichen Produktion im VEG August Bebel Quedlinburg, die zu einem hohen ökonomischen Nutzeffekt führten |
| 1964 ↑                                                                                                 | Wulf-Bernd Miltzow | Produktionsleiter | für ihren Anteil bei der Entwicklung sozialistischer Leitungsmethoden und neuer Technologien in der landwirtschaftlichen Produktion im VEG August Bebel Quedlinburg, die zu einem hohen ökonomischen Nutzeffekt führten |
| 1964 ↑                                                                                                 | Peter Neise | Abteilungsleiter | für ihren Anteil bei der Entwicklung sozialistischer Leitungsmethoden und neuer Technologien in der landwirtschaftlichen Produktion im VEG August Bebel Quedlinburg, die zu einem hohen ökonomischen Nutzeffekt führten |
| 1964 ↑                                                                                                 | Elisabeth Hainke | Arbeitsgruppenleiter | für ihren Anteil bei der Entwicklung sozialistischer Leitungsmethoden und neuer Technologien in der landwirtschaftlichen Produktion im VEG August Bebel Quedlinburg, die zu einem hohen ökonomischen Nutzeffekt führten |
| 1964 ↑                                                                                                 | Klaus Rudloff | Traktorist | für ihren Anteil bei der Entwicklung sozialistischer Leitungsmethoden und neuer Technologien in der landwirtschaftlichen Produktion im VEG August Bebel Quedlinburg, die zu einem hohen ökonomischen Nutzeffekt führten |
| 1964 ↑                                                                                                 | Josef Wojciech | Rinderzuchtmeister | für ihren Anteil bei der Entwicklung sozialistischer Leitungsmethoden und neuer Technologien in der landwirtschaftlichen Produktion im VEG August Bebel Quedlinburg, die zu einem hohen ökonomischen Nutzeffekt führten |
| 1964 ↑                                                                                                 | Georg Klaus | Leiter der Arbeitsstelle „Philosophiehistorische Texte“ der DAW | für seine hervorragenden wissenschaftlichen Arbeiten auf dem Gebiet der marxistisch-leninistischen Philosophie, insbesondere zu den Problemen der Kybernetik |
| 1965 ↑                                                                                                 | Hans-Günther Riedel | Werkdirektor des Projektierungs-Entwicklungsbüros: „Ingenieurtechnisches Zentralbüro für Mineralöle und organische Grundstoffe“ in Böhlen, Professor an der Bergakademie Freiberg | für seine bedeutenden wissenschaftlichen und technischen Leistungen bei der verfahrenstechnischen Entwicklung und Projektierung von Anlagen der Braunkohlenveredlung sowie der Erdölverarbeitung |
| 1965 ↑                                                                                                 | Forschungskollektiv Foto-Chemie des VEB Filmfabrik Wolfen | Forschungskollektiv Foto-Chemie des VEB Filmfabrik Wolfen | für ihren Anteil bei der Schaffung der wissenschaftlichen Grundlagen zur Produktion von hochwertigen Schwarzweiß- und Color-Kinofilmen, Fernsehfilmen und medizinischen Röntgenfilmen, die es gestatten, in der Filmproduktion den Anschluss an den Weltstand der Technik zu gewährleisten                                                                         |
| 1965 ↑                                                                                                 | Kurt Meyer, Wolfen | | für ihren Anteil bei der Schaffung der wissenschaftlichen Grundlagen zur Produktion von hochwertigen Schwarzweiß- und Color-Kinofilmen, Fernsehfilmen und medizinischen Röntgenfilmen, die es gestatten, in der Filmproduktion den Anschluss an den Weltstand der Technik zu gewährleisten                                                                         |
| 1965 ↑                                                                                                 | Werner Walther, Wolfen | | für ihren Anteil bei der Schaffung der wissenschaftlichen Grundlagen zur Produktion von hochwertigen Schwarzweiß- und Color-Kinofilmen, Fernsehfilmen und medizinischen Röntgenfilmen, die es gestatten, in der Filmproduktion den Anschluss an den Weltstand der Technik zu gewährleisten                                                                         |
| 1965 ↑                                                                                                 | Hubertus Pietrzok, Wolfen | | für ihren Anteil bei der Schaffung der wissenschaftlichen Grundlagen zur Produktion von hochwertigen Schwarzweiß- und Color-Kinofilmen, Fernsehfilmen und medizinischen Röntgenfilmen, die es gestatten, in der Filmproduktion den Anschluss an den Weltstand der Technik zu gewährleisten                                                                         |
| 1965 ↑                                                                                                 | Günter Bach, Dessau | | für ihren Anteil bei der Schaffung der wissenschaftlichen Grundlagen zur Produktion von hochwertigen Schwarzweiß- und Color-Kinofilmen, Fernsehfilmen und medizinischen Röntgenfilmen, die es gestatten, in der Filmproduktion den Anschluss an den Weltstand der Technik zu gewährleisten                                                                         |
| 1965 ↑                                                                                                 | Robert Übermuth, Wolfen | | für ihren Anteil bei der Schaffung der wissenschaftlichen Grundlagen zur Produktion von hochwertigen Schwarzweiß- und Color-Kinofilmen, Fernsehfilmen und medizinischen Röntgenfilmen, die es gestatten, in der Filmproduktion den Anschluss an den Weltstand der Technik zu gewährleisten                                                                         |
| 1965 ↑                                                                                                 | Kollektiv Lösungspolymerisation | Kollektiv Lösungspolymerisation | für ihren Anteil an der wissenschaftlichen und technischen Erarbeitung der Grundlagen einer Lösungspolymerisation von Acrynitril und der Schaffung wissenschaftlicher Voraussetzungen für die Überführung in die Großproduktion |
| 1965 ↑                                                                                                 | Volker Gröbe, Teltow-Seehof | | für ihren Anteil an der wissenschaftlichen und technischen Erarbeitung der Grundlagen einer Lösungspolymerisation von Acrynitril und der Schaffung wissenschaftlicher Voraussetzungen für die Überführung in die Großproduktion |
| 1965 ↑                                                                                                 | Joachim Ulbricht, Merseburg | | für ihren Anteil an der wissenschaftlichen und technischen Erarbeitung der Grundlagen einer Lösungspolymerisation von Acrynitril und der Schaffung wissenschaftlicher Voraussetzungen für die Überführung in die Großproduktion |
| 1965 ↑                                                                                                 | Hans Reichert, Teltow-Seehof | | für ihren Anteil an der wissenschaftlichen und technischen Erarbeitung der Grundlagen einer Lösungspolymerisation von Acrynitril und der Schaffung wissenschaftlicher Voraussetzungen für die Überführung in die Großproduktion |
| 1965 ↑                                                                                                 | Eberhard Roth, Premnitz | | für ihren Anteil an der wissenschaftlichen und technischen Erarbeitung der Grundlagen einer Lösungspolymerisation von Acrynitril und der Schaffung wissenschaftlicher Voraussetzungen für die Überführung in die Großproduktion |
| 1965 ↑                                                                                                 | Kollektiv des Forschungsinstituts Professor Manfred von Ardenne | Kollektiv des Forschungsinstituts Professor Manfred von Ardenne | für ihren Anteil bei der Entwicklung der Elektronenstrahl-Mehrkammeröfen sowie an der Überleitung dieser Anlegen in die Produktion und der damit verbundenen Erschließung eines wichtigen vakuum-metallurgischen Verfahrens zur Herstellung von Eisen- und Nichteisenmetallen mit hervorragenden Eigenschaften                                                     |
| 1965 ↑                                                                                                 | Manfred von Ardenne, Dresden | Direktor des Forschungsinstitutes | für ihren Anteil bei der Entwicklung der Elektronenstrahl-Mehrkammeröfen sowie an der Überleitung dieser Anlegen in die Produktion und der damit verbundenen Erschließung eines wichtigen vakuum-metallurgischen Verfahrens zur Herstellung von Eisen- und Nichteisenmetallen mit hervorragenden Eigenschaften                                                     |
| 1965 ↑                                                                                                 | Siegfried Schiller, Dresden | stellvertretender Direktor des Forschungsinstituts Manfred von Ardenne | für ihren Anteil bei der Entwicklung der Elektronenstrahl-Mehrkammeröfen sowie an der Überleitung dieser Anlegen in die Produktion und der damit verbundenen Erschließung eines wichtigen vakuum-metallurgischen Verfahrens zur Herstellung von Eisen- und Nichteisenmetallen mit hervorragenden Eigenschaften                                                     |
| 1965 ↑                                                                                                 | Gerhard Jäger, Dresden | | für ihren Anteil bei der Entwicklung der Elektronenstrahl-Mehrkammeröfen sowie an der Überleitung dieser Anlegen in die Produktion und der damit verbundenen Erschließung eines wichtigen vakuum-metallurgischen Verfahrens zur Herstellung von Eisen- und Nichteisenmetallen mit hervorragenden Eigenschaften                                                     |
| 1965 ↑                                                                                                 | Willy Roggenbuck, Dresden | Ingenieur am Institut | für ihren Anteil bei der Entwicklung der Elektronenstrahl-Mehrkammeröfen sowie an der Überleitung dieser Anlegen in die Produktion und der damit verbundenen Erschließung eines wichtigen vakuum-metallurgischen Verfahrens zur Herstellung von Eisen- und Nichteisenmetallen mit hervorragenden Eigenschaften                                                     |
| 1965 ↑                                                                                                 | Emil Lorenz, Dresden | | für ihren Anteil bei der Entwicklung der Elektronenstrahl-Mehrkammeröfen sowie an der Überleitung dieser Anlegen in die Produktion und der damit verbundenen Erschließung eines wichtigen vakuum-metallurgischen Verfahrens zur Herstellung von Eisen- und Nichteisenmetallen mit hervorragenden Eigenschaften                                                     |
| 1965 ↑                                                                                                 | Kollektiv Bildmeßgeräte des VEB Carl Zeiss Jena | Kollektiv Bildmeßgeräte des VEB Carl Zeiss Jena | für ihren Anteil an der Entwicklung eines umfassenden Gerätesystems auf dem Gebiet der Photogrammetrie, mit dem internationale Spitzenleistungen bei der photogrammetrischen Kartenherstellung erreicht werden |
| 1965 ↑                                                                                                 | Horst Schöler, Jena | Lehrbeauftragter für geodätische und photographische Messtechnik an der TH Ilmenau; Begründer und Herausgeber Kompendium Photogrammetrie | für ihren Anteil an der Entwicklung eines umfassenden Gerätesystems auf dem Gebiet der Photogrammetrie, mit dem internationale Spitzenleistungen bei der photogrammetrischen Kartenherstellung erreicht werden |
| 1965 ↑                                                                                                 | Wilfried Müller, Jena | | für ihren Anteil an der Entwicklung eines umfassenden Gerätesystems auf dem Gebiet der Photogrammetrie, mit dem internationale Spitzenleistungen bei der photogrammetrischen Kartenherstellung erreicht werden |
| 1965 ↑                                                                                                 | Alexander Heiyroth, Jena | | für ihren Anteil an der Entwicklung eines umfassenden Gerätesystems auf dem Gebiet der Photogrammetrie, mit dem internationale Spitzenleistungen bei der photogrammetrischen Kartenherstellung erreicht werden |
| 1965 ↑                                                                                                 | Otto Weibrecht, Jena | | für ihren Anteil an der Entwicklung eines umfassenden Gerätesystems auf dem Gebiet der Photogrammetrie, mit dem internationale Spitzenleistungen bei der photogrammetrischen Kartenherstellung erreicht werden |
| 1965 ↑                                                                                                 | Kollektiv von Wissenschaftlern des Instituts für Grünland- und Moorforschung Paulinenaue der DAL                                                                     | Kollektiv von Wissenschaftlern des Instituts für Grünland- und Moorforschung Paulinenaue der DAL | für ihren Anteil an der in sozialistischer Gemeinschaftsarbeit durchgeführten Entwicklung wissenschaftlicher und praktischer Grundlagen zur Intensivierung der Grünland- und Weidewirtschaft |
| 1965 ↑                                                                                                 | Eberhard Wojahn | Institutsdirektor | für ihren Anteil an der in sozialistischer Gemeinschaftsarbeit durchgeführten Entwicklung wissenschaftlicher und praktischer Grundlagen zur Intensivierung der Grünland- und Weidewirtschaft |
| 1965 ↑                                                                                                 | Wolfgang Kreil | | für ihren Anteil an der in sozialistischer Gemeinschaftsarbeit durchgeführten Entwicklung wissenschaftlicher und praktischer Grundlagen zur Intensivierung der Grünland- und Weidewirtschaft |
| 1965 ↑                                                                                                 | Helmut Thöns | | für ihren Anteil an der in sozialistischer Gemeinschaftsarbeit durchgeführten Entwicklung wissenschaftlicher und praktischer Grundlagen zur Intensivierung der Grünland- und Weidewirtschaft |
| 1965 ↑                                                                                                 | Fritz Berg | | für ihren Anteil an der in sozialistischer Gemeinschaftsarbeit durchgeführten Entwicklung wissenschaftlicher und praktischer Grundlagen zur Intensivierung der Grünland- und Weidewirtschaft |
| 1965 ↑                                                                                                 | Georg Weiland | | für ihren Anteil an der in sozialistischer Gemeinschaftsarbeit durchgeführten Entwicklung wissenschaftlicher und praktischer Grundlagen zur Intensivierung der Grünland- und Weidewirtschaft |
| 1965 ↑                                                                                                 | Günther Wacker | | für ihren Anteil an der in sozialistischer Gemeinschaftsarbeit durchgeführten Entwicklung wissenschaftlicher und praktischer Grundlagen zur Intensivierung der Grünland- und Weidewirtschaft |
| 1965 ↑                                                                                                 | Kollektiv Vorstand der Deutschen Arzneibuch-Kommission | Kollektiv Vorstand der Deutschen Arzneibuch-Kommission | für die Anleitung und ihren maßgeblichen Anteil bei der Erarbeitung der 7. Ausgabe des Deutschen Arzneibuches, das die Standardisierung der pharmazeutischen Rohstoffe und der Arzneimittel gewährleistet und auf Grund seiner hohen wissenschaftlichen Qualität zu den führenden Pharmakopöen der Welt gehört                                                     |
| 1965 ↑                                                                                                 | Walter Poethke, Jena | Professor für Pharmazie und Lebensmittelchemie sowie Direktor des Instituts für Pharmakologie an der FSU Jena | für die Anleitung und ihren maßgeblichen Anteil bei der Erarbeitung der 7. Ausgabe des Deutschen Arzneibuches, das die Standardisierung der pharmazeutischen Rohstoffe und der Arzneimittel gewährleistet und auf Grund seiner hohen wissenschaftlichen Qualität zu den führenden Pharmakopöen der Welt gehört                                                     |
| 1965 ↑                                                                                                 | Roland Pohloudek-Fabini, Greifswald | Professor für Pharmazeutische Chemie und Direktor des Pharmazeutisch-chemischen Instituts an der EMAU Greifswald | für die Anleitung und ihren maßgeblichen Anteil bei der Erarbeitung der 7. Ausgabe des Deutschen Arzneibuches, das die Standardisierung der pharmazeutischen Rohstoffe und der Arzneimittel gewährleistet und auf Grund seiner hohen wissenschaftlichen Qualität zu den führenden Pharmakopöen der Welt gehört                                                     |
| 1965 ↑                                                                                                 | Friedrich Jung, Berlin-Buch | Direktor des Instituts für Pharmakologie der DAW, Berlin-Buch; Professor für Pharmakologie und Toxikologie an der Humboldt-Universität zu Berlin | für die Anleitung und ihren maßgeblichen Anteil bei der Erarbeitung der 7. Ausgabe des Deutschen Arzneibuches, das die Standardisierung der pharmazeutischen Rohstoffe und der Arzneimittel gewährleistet und auf Grund seiner hohen wissenschaftlichen Qualität zu den führenden Pharmakopöen der Welt gehört                                                     |
| 1965 ↑                                                                                                 | Hans-Joachim Richter, Berlin | Direktor des Instituts für Arzneimittelwesen der DDR | für die Anleitung und ihren maßgeblichen Anteil bei der Erarbeitung der 7. Ausgabe des Deutschen Arzneibuches, das die Standardisierung der pharmazeutischen Rohstoffe und der Arzneimittel gewährleistet und auf Grund seiner hohen wissenschaftlichen Qualität zu den führenden Pharmakopöen der Welt gehört                                                     |
| 1965 ↑                                                                                                 | Lothar Kny, Berlin | | für die Anleitung und ihren maßgeblichen Anteil bei der Erarbeitung der 7. Ausgabe des Deutschen Arzneibuches, das die Standardisierung der pharmazeutischen Rohstoffe und der Arzneimittel gewährleistet und auf Grund seiner hohen wissenschaftlichen Qualität zu den führenden Pharmakopöen der Welt gehört                                                     |
| 1965 ↑                                                                                                 | Wolfgang Steinitz | Ordinarius für Finno-Ugristik und Leiter des finnisch-ugrischen Instituts der Humboldt-Universität zu Berlin | für seine bedeutenden wissenschaftlichen Leistungen auf dem Gebiet der Volkskunde, insbesondere für sein grundlegendes Werk Deutsche Volkslieder demokratischen Charakters aus sechs Jahrhunderten |
| 1966 ↑                                                                                                 | Ludwig Bewilogua | Leiter des Instituts für Tieftemperaturphysik der DAW in Dresden; Ordinarius für Tieftemperaturphysik an der TU Dresden | für das von ihm entwickelte Verfahren zur kontinuierlichen Trennung von Neon-Helium-Gemisch, seinen Beitrag zur Erschließung heliumhaltiger Erdgasquellen und für die Untersuchung der Anwendungsmöglichkeiten des flüssigen Neons als Kältemittel |
| 1966 ↑                                                                                                 | Hermann Meusel | Ordinarius für Botanik und Leiter des Instituts Systematische Botanik und Pflanzengeographie der MLU Halle, Leiter des Brockengartens | für seine bedeutenden wissenschaftlichen Leistungen auf den Gebieten der Arealkunde der Pflanzen sowie der Landeskultur und des Naturschutzes |
| 1966 ↑                                                                                                 | Gustav Richter | Professor für Theoretische Kernphysik der KMU Leipzig; Direktor des Instituts für spezielle Probleme der Theoretischen Physik der Akademie der Wissenschaften der DDR | für die unter seiner Leitung und entscheidenden Mitwirkung durchgeführten Arbeiten zur Quantentheorie kohärenter Strahlung |
| 1966 ↑                                                                                                 | Technologenkollektiv Extraktion höherer Paraffine durch Molsiebe | Technologenkollektiv Extraktion höherer Paraffine durch Molsiebe | für ihren Anteil an der Erarbeitung wissenschaftlich-technischer Unterlagen, die es ermöglichen, die Projektierung von Produktionsanlagen für die Gewinnung von n-Paraffinen aus sowjetischen Erdölfraktionen aufzunehmen |
| 1966 ↑                                                                                                 | Klaus Wehner, Leuna | | für ihren Anteil an der Erarbeitung wissenschaftlich-technischer Unterlagen, die es ermöglichen, die Projektierung von Produktionsanlagen für die Gewinnung von n-Paraffinen aus sowjetischen Erdölfraktionen aufzunehmen |
| 1966 ↑                                                                                                 | Hermann Kaufmann, Leuna | | für ihren Anteil an der Erarbeitung wissenschaftlich-technischer Unterlagen, die es ermöglichen, die Projektierung von Produktionsanlagen für die Gewinnung von n-Paraffinen aus sowjetischen Erdölfraktionen aufzunehmen |
| 1966 ↑                                                                                                 | Helmut Fürtig, Wolfen | | für ihren Anteil an der Erarbeitung wissenschaftlich-technischer Unterlagen, die es ermöglichen, die Projektierung von Produktionsanlagen für die Gewinnung von n-Paraffinen aus sowjetischen Erdölfraktionen aufzunehmen |
| 1966 ↑                                                                                                 | Gunter Seidel, Leuna | | für ihren Anteil an der Erarbeitung wissenschaftlich-technischer Unterlagen, die es ermöglichen, die Projektierung von Produktionsanlagen für die Gewinnung von n-Paraffinen aus sowjetischen Erdölfraktionen aufzunehmen |
| 1966 ↑                                                                                                 | Günter Friedrich, Berlin | | für ihren Anteil an der Erarbeitung wissenschaftlich-technischer Unterlagen, die es ermöglichen, die Projektierung von Produktionsanlagen für die Gewinnung von n-Paraffinen aus sowjetischen Erdölfraktionen aufzunehmen |
| 1966 ↑                                                                                                 | Kollektiv Wolfen Zeosorb-Molekularsiebe des VEB Farbenfabrik Wolfen                                                                                                  | Kollektiv Wolfen Zeosorb-Molekularsiebe des VEB Farbenfabrik Wolfen | für ihren Anteil an der Entwicklung von Molekularsieben, deren Einsatz in der organischen Grundstoffindustrie eine umfassende Rationalisierung herkömmlicher technologischer Verfahren mit hohem ökonomischen Nutzen ermöglicht |
| 1966 ↑                                                                                                 | Friedrich Wolf, Halle | | für ihren Anteil an der Entwicklung von Molekularsieben, deren Einsatz in der organischen Grundstoffindustrie eine umfassende Rationalisierung herkömmlicher technologischer Verfahren mit hohem ökonomischen Nutzen ermöglicht |
| 1966 ↑                                                                                                 | Eberhard Grahn, Wolfen | | für ihren Anteil an der Entwicklung von Molekularsieben, deren Einsatz in der organischen Grundstoffindustrie eine umfassende Rationalisierung herkömmlicher technologischer Verfahren mit hohem ökonomischen Nutzen ermöglicht |
| 1966 ↑                                                                                                 | Udo Hädicke, Wolfen | | für ihren Anteil an der Entwicklung von Molekularsieben, deren Einsatz in der organischen Grundstoffindustrie eine umfassende Rationalisierung herkömmlicher technologischer Verfahren mit hohem ökonomischen Nutzen ermöglicht |
| 1966 ↑                                                                                                 | Klaus Hedel, Wolfen | | für ihren Anteil an der Entwicklung von Molekularsieben, deren Einsatz in der organischen Grundstoffindustrie eine umfassende Rationalisierung herkömmlicher technologischer Verfahren mit hohem ökonomischen Nutzen ermöglicht |
| 1966 ↑                                                                                                 | Emil Lemnitz, Wolfen | | für ihren Anteil an der Entwicklung von Molekularsieben, deren Einsatz in der organischen Grundstoffindustrie eine umfassende Rationalisierung herkömmlicher technologischer Verfahren mit hohem ökonomischen Nutzen ermöglicht |
| 1966 ↑                                                                                                 | Paul Blühmke, Wolfen | | für ihren Anteil an der Entwicklung von Molekularsieben, deren Einsatz in der organischen Grundstoffindustrie eine umfassende Rationalisierung herkömmlicher technologischer Verfahren mit hohem ökonomischen Nutzen ermöglicht |
| 1967 ↑                                                                                                 | | | |
| Astrokollektiv des VEB Carl Zeiss Jena                                                                 | Astrokollektiv des VEB Carl Zeiss Jena | für seinen Anteil an der Entwicklung hochautomatisierter astro-optischer Geräte, insbesondere eines programmierbaren 2-m-Spiegelteleskopes, dessen Reichweite durch seine hervorragende optische und mechanische Qualität bisher vorhandenen Spiegelteleskopen weit überlegen ist            | |
| Hans-Gerhard Beck, Jena                                                                                | Leiter für Forschung/Entwicklung astronomische Geräte und Planetarien bei Carl Zeiss                                                                                 | für seinen Anteil an der Entwicklung hochautomatisierter astro-optischer Geräte, insbesondere eines programmierbaren 2-m-Spiegelteleskopes, dessen Reichweite durch seine hervorragende optische und mechanische Qualität bisher vorhandenen Spiegelteleskopen weit überlegen ist            | |
| Siegfried Carl, Jena                                                                                   | | für seinen Anteil an der Entwicklung hochautomatisierter astro-optischer Geräte, insbesondere eines programmierbaren 2-m-Spiegelteleskopes, dessen Reichweite durch seine hervorragende optische und mechanische Qualität bisher vorhandenen Spiegelteleskopen weit überlegen ist            | |
| Hans Grimm, Jena                                                                                       | | für seinen Anteil an der Entwicklung hochautomatisierter astro-optischer Geräte, insbesondere eines programmierbaren 2-m-Spiegelteleskopes, dessen Reichweite durch seine hervorragende optische und mechanische Qualität bisher vorhandenen Spiegelteleskopen weit überlegen ist            | |
| Alfred Jensch, Jena                                                                                    | Chefkonstrukteur | für seinen Anteil an der Entwicklung hochautomatisierter astro-optischer Geräte, insbesondere eines programmierbaren 2-m-Spiegelteleskopes, dessen Reichweite durch seine hervorragende optische und mechanische Qualität bisher vorhandenen Spiegelteleskopen weit überlegen ist            | |
| Walter Pfaff, Jena                                                                                     | Astro-Werkmeister | für seinen Anteil an der Entwicklung hochautomatisierter astro-optischer Geräte, insbesondere eines programmierbaren 2-m-Spiegelteleskopes, dessen Reichweite durch seine hervorragende optische und mechanische Qualität bisher vorhandenen Spiegelteleskopen weit überlegen ist            | |
| Manfred Steinbach, Jena                                                                                | | für seinen Anteil an der Entwicklung hochautomatisierter astro-optischer Geräte, insbesondere eines programmierbaren 2-m-Spiegelteleskopes, dessen Reichweite durch seine hervorragende optische und mechanische Qualität bisher vorhandenen Spiegelteleskopen weit überlegen ist            | |
| Kollektiv der LPG Typ III Georgi Dimitroff Neuholland, Kreis Oranienburg                               | Kollektiv der LPG Typ III Georgi Dimitroff Neuholland, Kreis Oranienburg                                                                                             | für seinen Anteil bei der Erarbeitung und schöpferischen Weiterentwicklung von Prinzipien der sozialistischen Betriebswirtschaft zur Anwendung des neuen ökonomischen Systems der Planung und Leitung (NÖSPL) in sozialistischen Landwirtschaftsbetrieben                                    | |
| Fritz Dorn                                                                                             | | für seinen Anteil bei der Erarbeitung und schöpferischen Weiterentwicklung von Prinzipien der sozialistischen Betriebswirtschaft zur Anwendung des neuen ökonomischen Systems der Planung und Leitung (NÖSPL) in sozialistischen Landwirtschaftsbetrieben                                    | |
| Barbara Krötz                                                                                          | | für seinen Anteil bei der Erarbeitung und schöpferischen Weiterentwicklung von Prinzipien der sozialistischen Betriebswirtschaft zur Anwendung des neuen ökonomischen Systems der Planung und Leitung (NÖSPL) in sozialistischen Landwirtschaftsbetrieben                                    | |
| Günter Stolp                                                                                           | | für seinen Anteil bei der Erarbeitung und schöpferischen Weiterentwicklung von Prinzipien der sozialistischen Betriebswirtschaft zur Anwendung des neuen ökonomischen Systems der Planung und Leitung (NÖSPL) in sozialistischen Landwirtschaftsbetrieben                                    | |
| Anna Klepel                                                                                            | | für seinen Anteil bei der Erarbeitung und schöpferischen Weiterentwicklung von Prinzipien der sozialistischen Betriebswirtschaft zur Anwendung des neuen ökonomischen Systems der Planung und Leitung (NÖSPL) in sozialistischen Landwirtschaftsbetrieben                                    | |
| Franz Lüdke                                                                                            | | für seinen Anteil bei der Erarbeitung und schöpferischen Weiterentwicklung von Prinzipien der sozialistischen Betriebswirtschaft zur Anwendung des neuen ökonomischen Systems der Planung und Leitung (NÖSPL) in sozialistischen Landwirtschaftsbetrieben                                    | |
| Joachim Schmelzer                                                                                      | | für seinen Anteil bei der Erarbeitung und schöpferischen Weiterentwicklung von Prinzipien der sozialistischen Betriebswirtschaft zur Anwendung des neuen ökonomischen Systems der Planung und Leitung (NÖSPL) in sozialistischen Landwirtschaftsbetrieben                                    | |
| Heinz Bethge                                                                                           | Leiter Arbeitsstelle für Elektronenmikroskopie Halle, Professor an der MLU Halle                                                                                     | für seine grundlegenden Beiträge zur Klärung der Realstruktur und Festigkeitseigenschaften der Kristalle sowie von Vorgängen auf Kristalloberflächen und dünnen Schichten | |
| Herbert Grötzsch                                                                                       | Ordinarius für Reine Mathematik an der MLU Halle | für seine bedeutenden Arbeitsergebnisse auf dem Gebiet der geometrischen Funktionstheorie und der Graphentheorie | |
| Kurt Winter                                                                                            | Rektor der Akademie für Ärztliche Fortbildung der DDR und Leiter des Lehrstuhls für Sozialhygiene                                                                    | für seine großen Leistungen auf dem Gebiet der Sozialhygiene | |
| 1968 ↑                                                                                                 | | | |
| Entwicklungskollektiv Offsetzeitung                                                                    | Entwicklungskollektiv Offsetzeitung | für seinen Anteil an der Entwicklung der Rollen-Offset-Rotationsmaschine Hyperset 1700 und der erfolgreichen Einführung des neuen Druckverfahrens bei der Herstellung des Neuen Deutschlands                                                                                                 | |
| Paul Kubach                                                                                            | Generaldirektor der Zentrag Berlin | für seinen Anteil an der Entwicklung der Rollen-Offset-Rotationsmaschine Hyperset 1700 und der erfolgreichen Einführung des neuen Druckverfahrens bei der Herstellung des Neuen Deutschlands                                                                                                 | |
| Johannes Salomo                                                                                        | Abteilungsleiter der Zentrag Berlin | für seinen Anteil an der Entwicklung der Rollen-Offset-Rotationsmaschine Hyperset 1700 und der erfolgreichen Einführung des neuen Druckverfahrens bei der Herstellung des Neuen Deutschlands                                                                                                 | |
| Herbert Keller                                                                                         | Abteilungsleiter im Wissenschaftlich-Technischen Zentrum Dresden der Zentrag                                                                                         | für seinen Anteil an der Entwicklung der Rollen-Offset-Rotationsmaschine Hyperset 1700 und der erfolgreichen Einführung des neuen Druckverfahrens bei der Herstellung des Neuen Deutschlands                                                                                                 | |
| Heinz Lippmann                                                                                         | Werkdirektor des VEB Plamag Plauen | für seinen Anteil an der Entwicklung der Rollen-Offset-Rotationsmaschine Hyperset 1700 und der erfolgreichen Einführung des neuen Druckverfahrens bei der Herstellung des Neuen Deutschlands                                                                                                 | |
| Harald Feustel                                                                                         | Abteilungsleiter im VEB Plamag Plauen | für seinen Anteil an der Entwicklung der Rollen-Offset-Rotationsmaschine Hyperset 1700 und der erfolgreichen Einführung des neuen Druckverfahrens bei der Herstellung des Neuen Deutschlands                                                                                                 | |
| Manfred Schmiedl                                                                                       | Monteur im VEB Plamag Plauen | für seinen Anteil an der Entwicklung der Rollen-Offset-Rotationsmaschine Hyperset 1700 und der erfolgreichen Einführung des neuen Druckverfahrens bei der Herstellung des Neuen Deutschlands                                                                                                 | |
| Forschungskollektiv Ultrareine Stähle des VEB Edelstahlwerk 8. Mai 1945 Freital                        | Forschungskollektiv Ultrareine Stähle des VEB Edelstahlwerk 8. Mai 1945 Freital                                                                                      | für seinen Anteil an der Schaffung der metallurgischen und werkstofftechnischen Grundlagen der Erzeugung ultrareiner Stähle und ihrer Erprobung und Anwendung | |
| Hans Fiedler                                                                                           | Bereichsleiter | für seinen Anteil an der Schaffung der metallurgischen und werkstofftechnischen Grundlagen der Erzeugung ultrareiner Stähle und ihrer Erprobung und Anwendung | |
| Gerhard Scharf                                                                                         | Leiter des Vakuum-Stahlwerks | für seinen Anteil an der Schaffung der metallurgischen und werkstofftechnischen Grundlagen der Erzeugung ultrareiner Stähle und ihrer Erprobung und Anwendung | |
| Heinz-Joachim Spies                                                                                    | Abteilungsleiter | für seinen Anteil an der Schaffung der metallurgischen und werkstofftechnischen Grundlagen der Erzeugung ultrareiner Stähle und ihrer Erprobung und Anwendung | |
| Gerhard Holfert                                                                                        | Leiter des technischen Büros | für seinen Anteil an der Schaffung der metallurgischen und werkstofftechnischen Grundlagen der Erzeugung ultrareiner Stähle und ihrer Erprobung und Anwendung | |
| Dieter Rumberg                                                                                         | Technologe | für seinen Anteil an der Schaffung der metallurgischen und werkstofftechnischen Grundlagen der Erzeugung ultrareiner Stähle und ihrer Erprobung und Anwendung | |
| Kollektiv Feststoffisolierte 35-kV-Schaltfelder des Instituts für Elektroanlagen Berlin                | Kollektiv Feststoffisolierte 35-kV-Schaltfelder des Instituts für Elektroanlagen Berlin                                                                              | für seinen Anteil an der Schaffung des wissenschaftlich-technischen Vorlaufs bei der Entwicklung feststoffisolierter 35-kV-Schaltfelder durch Anwendung neuer Konstruktionsprinzipien und moderner Plastwerkstoffe                                                                           | |
| Heinz Bennovsky                                                                                        | Gruppenleiter Außenstelle Dresden | für seinen Anteil an der Schaffung des wissenschaftlich-technischen Vorlaufs bei der Entwicklung feststoffisolierter 35-kV-Schaltfelder durch Anwendung neuer Konstruktionsprinzipien und moderner Plastwerkstoffe                                                                           | |
| Joachim Fechner                                                                                        | Entwicklungsingenieur Außenstelle Dresden | für seinen Anteil an der Schaffung des wissenschaftlich-technischen Vorlaufs bei der Entwicklung feststoffisolierter 35-kV-Schaltfelder durch Anwendung neuer Konstruktionsprinzipien und moderner Plastwerkstoffe                                                                           | |
| Walter Freitag                                                                                         | Bereichsleiter Außenstelle Dresden | für seinen Anteil an der Schaffung des wissenschaftlich-technischen Vorlaufs bei der Entwicklung feststoffisolierter 35-kV-Schaltfelder durch Anwendung neuer Konstruktionsprinzipien und moderner Plastwerkstoffe                                                                           | |
| Karsten Schmeling                                                                                      | Direktor | für seinen Anteil an der Schaffung des wissenschaftlich-technischen Vorlaufs bei der Entwicklung feststoffisolierter 35-kV-Schaltfelder durch Anwendung neuer Konstruktionsprinzipien und moderner Plastwerkstoffe                                                                           | |
| Dieter Schneider                                                                                       | Abteilungsleiter Außenstelle Dresden | für seinen Anteil an der Schaffung des wissenschaftlich-technischen Vorlaufs bei der Entwicklung feststoffisolierter 35-kV-Schaltfelder durch Anwendung neuer Konstruktionsprinzipien und moderner Plastwerkstoffe                                                                           | |
| Manfred Ulbricht                                                                                       | Abteilungsleiter Außenstelle Dresden | für seinen Anteil an der Schaffung des wissenschaftlich-technischen Vorlaufs bei der Entwicklung feststoffisolierter 35-kV-Schaltfelder durch Anwendung neuer Konstruktionsprinzipien und moderner Plastwerkstoffe                                                                           | |
| Kollektiv Schaltungsintegration                                                                        | Kollektiv Schaltungsintegration | für seinen Anteil bei der Schaffung der wesentlichen Voraussetzungen zur Automatisierung und ökonomischen Fertigung mikroelektronischer Bausteine und ihrer koordinierten Einführung | |
| Werner Kutzsche                                                                                        | Direktor des Instituts für Hochfrequenztechnik und Elektroakustik und Professor der TH Ilmenau                                                                       | für seinen Anteil bei der Schaffung der wesentlichen Voraussetzungen zur Automatisierung und ökonomischen Fertigung mikroelektronischer Bausteine und ihrer koordinierten Einführung | |
| Otto Thieme                                                                                            | Direktor für Technik im VEB Keramische Werke Hermsdorf | für seinen Anteil bei der Schaffung der wesentlichen Voraussetzungen zur Automatisierung und ökonomischen Fertigung mikroelektronischer Bausteine und ihrer koordinierten Einführung | |
| Jürgen Henneberger                                                                                     | Abteilungsleiter im VEB Keramische Werke Hermsdorf | für seinen Anteil bei der Schaffung der wesentlichen Voraussetzungen zur Automatisierung und ökonomischen Fertigung mikroelektronischer Bausteine und ihrer koordinierten Einführung | |
| Johann Pohl                                                                                            | Entwicklungsleiter im VEB Halbleiterwerk Frankfurt (Oder) | für seinen Anteil bei der Schaffung der wesentlichen Voraussetzungen zur Automatisierung und ökonomischen Fertigung mikroelektronischer Bausteine und ihrer koordinierten Einführung | |
| Kollektiv der Kooperationsgemeinschaft Oehna/Bochow/Rohrbeck/Langenlipsdorf/Zellendorf, Kreis Jüterbog | Kollektiv der Kooperationsgemeinschaft Oehna/Bochow/Rohrbeck/Langenlipsdorf/Zellendorf, Kreis Jüterbog                                                               | für seinen Anteil an der beispielgebenden Entwicklung der Kooperationsbeziehungen, der Einführung der Schichtarbeit sowie der Durchsetzung der sozialistischen Betriebswirtschaft | |
| Werner Anders                                                                                          | Vorsitzender des Kooperationsrates und Vorsitzender der LPG Freier Bauer Oehna                                                                                       | für seinen Anteil an der beispielgebenden Entwicklung der Kooperationsbeziehungen, der Einführung der Schichtarbeit sowie der Durchsetzung der sozialistischen Betriebswirtschaft | |
| Rudi Lehmann                                                                                           | Produktionsleiter Feldwirtschaft in der LPG Oehna | für seinen Anteil an der beispielgebenden Entwicklung der Kooperationsbeziehungen, der Einführung der Schichtarbeit sowie der Durchsetzung der sozialistischen Betriebswirtschaft | |
| Erwin Mating                                                                                           | Vorsitzender der LPG Langenlipsdorf | für seinen Anteil an der beispielgebenden Entwicklung der Kooperationsbeziehungen, der Einführung der Schichtarbeit sowie der Durchsetzung der sozialistischen Betriebswirtschaft | |
| Ruth Zieke                                                                                             | Arbeitsgruppenleiter in der LPG Freier Bauer Oehna | für seinen Anteil an der beispielgebenden Entwicklung der Kooperationsbeziehungen, der Einführung der Schichtarbeit sowie der Durchsetzung der sozialistischen Betriebswirtschaft | |
| Werner Danneberg                                                                                       | Leiter der Feldwirtschaft und 2. Vorsitzender der LPG Rohrbeck | für seinen Anteil an der beispielgebenden Entwicklung der Kooperationsbeziehungen, der Einführung der Schichtarbeit sowie der Durchsetzung der sozialistischen Betriebswirtschaft | |
| Herbert Peter                                                                                          | Traktorist in der LPG Flämingstreue Zellendorf | für seinen Anteil an der beispielgebenden Entwicklung der Kooperationsbeziehungen, der Einführung der Schichtarbeit sowie der Durchsetzung der sozialistischen Betriebswirtschaft | |
| Werner Heynisch                                                                                        | Präsident der Deutschen Bauakademie Berlin | für seine außerordentlichen Leistungen bei der theoretischen und konstruktiven Weiterentwicklung des Stahlbetons sowie bei der Entwicklung und umfassenden Durchsetzung rationeller Bauweisen und Bautechnologien                                                                            | |
| Ernst-August Lauter                                                                                    | Direktor des Heinrich-Hertz-Instituts für solar-terrestrische Physik der DAW, Generalsekretär der DAW                                                                | für die Ergebnisse seiner Untersuchungen der tiefen Ionosphäre und der Exosphäre und seinen Anteil an der Entwicklung indirekter Messmethoden für die Wellenausbreitung und langfristige Wettervorhersage                                                                                    | |
| 1969 ↑                                                                                                 | | | |
| Kollektiv NC-gesteuertes Bearbeitungszentrum C 201                                                     | Kollektiv NC-gesteuertes Bearbeitungszentrum C 201 | für seinen Anteil an den bahnbrechenden wissenschaftlichen und wissenschaftsorganisatorischen Leistungen bei der Steigerung der Arbeitsproduktivität durch die Entwicklung des numerisch gesteuerten Bearbeitungszentrums C 201 für die Automatisierung der Klein- und Mittelserienfertigung | |
| Erich Kahl                                                                                             | Direktor für Forschung und Entwicklung im Werkzeugmaschinenbaukombinat Union Gera                                                                                    | für seinen Anteil an den bahnbrechenden wissenschaftlichen und wissenschaftsorganisatorischen Leistungen bei der Steigerung der Arbeitsproduktivität durch die Entwicklung des numerisch gesteuerten Bearbeitungszentrums C 201 für die Automatisierung der Klein- und Mittelserienfertigung | |
| Erich Schulz                                                                                           | Direktor für Forschung und Entwicklung im Werkzeugmaschinenbaukombinat Union Gera, Werk Saalfeld                                                                     | für seinen Anteil an den bahnbrechenden wissenschaftlichen und wissenschaftsorganisatorischen Leistungen bei der Steigerung der Arbeitsproduktivität durch die Entwicklung des numerisch gesteuerten Bearbeitungszentrums C 201 für die Automatisierung der Klein- und Mittelserienfertigung | |
| Rudi Kirchner                                                                                          | Abteilungsleiter im Werkzeugmaschinenbaukombinat Union Gera, Werk Saalfeld                                                                                           | für seinen Anteil an den bahnbrechenden wissenschaftlichen und wissenschaftsorganisatorischen Leistungen bei der Steigerung der Arbeitsproduktivität durch die Entwicklung des numerisch gesteuerten Bearbeitungszentrums C 201 für die Automatisierung der Klein- und Mittelserienfertigung | |
| Fritz Schleitzer                                                                                       | Abteilungsleiter im Werkzeugmaschinenbaukombinat Union Gera, Werk Saalfeld                                                                                           | für seinen Anteil an den bahnbrechenden wissenschaftlichen und wissenschaftsorganisatorischen Leistungen bei der Steigerung der Arbeitsproduktivität durch die Entwicklung des numerisch gesteuerten Bearbeitungszentrums C 201 für die Automatisierung der Klein- und Mittelserienfertigung | |
| Rudolf Dülberg                                                                                         | Entwicklungsgruppenleiter im Werkzeugmaschinenbaukombinat Union Gera, Werk Saalfeld                                                                                  | für seinen Anteil an den bahnbrechenden wissenschaftlichen und wissenschaftsorganisatorischen Leistungen bei der Steigerung der Arbeitsproduktivität durch die Entwicklung des numerisch gesteuerten Bearbeitungszentrums C 201 für die Automatisierung der Klein- und Mittelserienfertigung | |
| Richard Fiegler                                                                                        | tech.-wissenschaftlicher Mitarbeiter im Institut für Werkzeugmaschinen Karl-Marx-Stadt                                                                               | für seinen Anteil an den bahnbrechenden wissenschaftlichen und wissenschaftsorganisatorischen Leistungen bei der Steigerung der Arbeitsproduktivität durch die Entwicklung des numerisch gesteuerten Bearbeitungszentrums C 201 für die Automatisierung der Klein- und Mittelserienfertigung | |
| Kollektiv Baugruppen-Dreisteuerung für numerisch gesteuerte Werkzeugmaschinen                          | Kollektiv Baugruppen-Dreisteuerung für numerisch gesteuerte Werkzeugmaschinen                                                                                        | für seinen Anteil an den wissenschaftlichen Leistungen bei der Entwicklung von Numerik-Baugruppensteuerungen, die die Stellung des Werkzeugmaschinenbaus der DDR als Welthandelspartner festigen                                                                                             | |
| Armin Russig                                                                                           | Hauptabteilungsleiter im Institut für Werkzeugmaschinen Karl-Marx-Stadt                                                                                              | für seinen Anteil an den wissenschaftlichen Leistungen bei der Entwicklung von Numerik-Baugruppensteuerungen, die die Stellung des Werkzeugmaschinenbaus der DDR als Welthandelspartner festigen                                                                                             | |
| Rolf Wätzig                                                                                            | Forschungsleiter im Institut für Werkzeugmaschinen Karl-Marx-Stadt                                                                                                   | für seinen Anteil an den wissenschaftlichen Leistungen bei der Entwicklung von Numerik-Baugruppensteuerungen, die die Stellung des Werkzeugmaschinenbaus der DDR als Welthandelspartner festigen                                                                                             | |
| Lothar Händel                                                                                          | tech.-wissenschaftlicher Mitarbeiter im Institut für Werkzeugmaschinen Karl-Marx-Stadt                                                                               | für seinen Anteil an den wissenschaftlichen Leistungen bei der Entwicklung von Numerik-Baugruppensteuerungen, die die Stellung des Werkzeugmaschinenbaus der DDR als Welthandelspartner festigen                                                                                             | |
| Horst Schneider                                                                                        | tech.-wissenschaftlicher Mitarbeiter im Institut für Werkzeugmaschinen Karl-Marx-Stadt                                                                               | für seinen Anteil an den wissenschaftlichen Leistungen bei der Entwicklung von Numerik-Baugruppensteuerungen, die die Stellung des Werkzeugmaschinenbaus der DDR als Welthandelspartner festigen                                                                                             | |
| Hans-Jochen Bartsch                                                                                    | Hauptabteilungsleiter im VEB Starkstromanlagenbau Karl-Marx-Stadt | für seinen Anteil an den wissenschaftlichen Leistungen bei der Entwicklung von Numerik-Baugruppensteuerungen, die die Stellung des Werkzeugmaschinenbaus der DDR als Welthandelspartner festigen                                                                                             | |
| Siegfried Hermann                                                                                      | Meister im VEB Starkstromanlagenbau Karl-Marx-Stadt | für seinen Anteil an den wissenschaftlichen Leistungen bei der Entwicklung von Numerik-Baugruppensteuerungen, die die Stellung des Werkzeugmaschinenbaus der DDR als Welthandelspartner festigen                                                                                             | |
| Franz Söldner                                                                                          | Hauptabteilungsleiter für Forschung und Entwicklung im VEB Carl Zeiss Jena                                                                                           | für seinen Anteil an den wissenschaftlichen Leistungen bei der Entwicklung von Numerik-Baugruppensteuerungen, die die Stellung des Werkzeugmaschinenbaus der DDR als Welthandelspartner festigen                                                                                             | |
| Kollektiv „Elektrofischerei für den Rundfischfang“                                                     | Kollektiv „Elektrofischerei für den Rundfischfang“ | für seinen Anteil an den wissenschaftlichen Leistungen bei der Entwicklung der Anlagen und der Fangtechnologie für die Elektrofischerei, die den wissenschaftlich-technischen Höchststand bestimmen                                                                                          | |
| Horst Weise                                                                                            | stellvertretender Direktor für Forschung und Entwicklung im Institut für Hochseefischerei und Fischverarbeitung Rostock                                              | für seinen Anteil an den wissenschaftlichen Leistungen bei der Entwicklung der Anlagen und der Fangtechnologie für die Elektrofischerei, die den wissenschaftlich-technischen Höchststand bestimmen                                                                                          | |
| Fritz Hartung                                                                                          | Abteilungsleiter im Institut für Hochseefischerei und Fischverarbeitung Rostock                                                                                      | für seinen Anteil an den wissenschaftlichen Leistungen bei der Entwicklung der Anlagen und der Fangtechnologie für die Elektrofischerei, die den wissenschaftlich-technischen Höchststand bestimmen                                                                                          | |
| Günter Possekel                                                                                        | Leiter der Hauptabteilung Forschung und Entwicklung im VEB VOSTRA Fischbearbeitungsautomaten Trassenheide                                                            | für seinen Anteil an den wissenschaftlichen Leistungen bei der Entwicklung der Anlagen und der Fangtechnologie für die Elektrofischerei, die den wissenschaftlich-technischen Höchststand bestimmen                                                                                          | |
| Lothar Wolff                                                                                           | Sektorenleiter im Institut für Hochseefischerei und Fischverarbeitung Rostock                                                                                        | für seinen Anteil an den wissenschaftlichen Leistungen bei der Entwicklung der Anlagen und der Fangtechnologie für die Elektrofischerei, die den wissenschaftlich-technischen Höchststand bestimmen                                                                                          | |
| Dietrich Kloock                                                                                        | Wissenschaftlicher Mitarbeiter im VEB Elektroprojekt Berlin | für seinen Anteil an den wissenschaftlichen Leistungen bei der Entwicklung der Anlagen und der Fangtechnologie für die Elektrofischerei, die den wissenschaftlich-technischen Höchststand bestimmen                                                                                          | |
| Hubert Kollek                                                                                          | Kapitän im VE Fischkombinat Rostock-Marienehe | für seinen Anteil an den wissenschaftlichen Leistungen bei der Entwicklung der Anlagen und der Fangtechnologie für die Elektrofischerei, die den wissenschaftlich-technischen Höchststand bestimmen                                                                                          | |
| Kollektiv aus den LPG der Kooperationsgemeinschaft Dedelow, Kreis Prenzlau                             | Kollektiv aus den LPG der Kooperationsgemeinschaft Dedelow, Kreis Prenzlau                                                                                           | für seinen Anteil an den bahnbrechenden Leistungen bei der Einführung industriemäßiger Methoden in der Feldwirtschaft und der Durchsetzung moderner Leitungsmethoden als Grundlage zur Erhöhung der Effektivität bei der Produktion landwirtschaftlicher Erzeugnisse                         | |
| Friedrich Clermont                                                                                     | Vorsitzender des Kooperationsrates | für seinen Anteil an den bahnbrechenden Leistungen bei der Einführung industriemäßiger Methoden in der Feldwirtschaft und der Durchsetzung moderner Leitungsmethoden als Grundlage zur Erhöhung der Effektivität bei der Produktion landwirtschaftlicher Erzeugnisse                         | |
| Erwin Kaufmann                                                                                         | Vorsitzender der LPG Schönwerder | für seinen Anteil an den bahnbrechenden Leistungen bei der Einführung industriemäßiger Methoden in der Feldwirtschaft und der Durchsetzung moderner Leitungsmethoden als Grundlage zur Erhöhung der Effektivität bei der Produktion landwirtschaftlicher Erzeugnisse                         | |
| Edith Lotzin                                                                                           | Genossenschaftsbäuerin in der LPG Dedelow | für seinen Anteil an den bahnbrechenden Leistungen bei der Einführung industriemäßiger Methoden in der Feldwirtschaft und der Durchsetzung moderner Leitungsmethoden als Grundlage zur Erhöhung der Effektivität bei der Produktion landwirtschaftlicher Erzeugnisse                         | |
| Gerda Malessa                                                                                          | Genossenschaftsbäuerin in der LPG Klinkow | für seinen Anteil an den bahnbrechenden Leistungen bei der Einführung industriemäßiger Methoden in der Feldwirtschaft und der Durchsetzung moderner Leitungsmethoden als Grundlage zur Erhöhung der Effektivität bei der Produktion landwirtschaftlicher Erzeugnisse                         | |
| Siegfried Schulz                                                                                       | Genossenschaftsbauer in der LPG Dedelow | für seinen Anteil an den bahnbrechenden Leistungen bei der Einführung industriemäßiger Methoden in der Feldwirtschaft und der Durchsetzung moderner Leitungsmethoden als Grundlage zur Erhöhung der Effektivität bei der Produktion landwirtschaftlicher Erzeugnisse                         | |
| Josef Wingenbach                                                                                       | Genossenschaftsbauer in der LPG Güstow | für seinen Anteil an den bahnbrechenden Leistungen bei der Einführung industriemäßiger Methoden in der Feldwirtschaft und der Durchsetzung moderner Leitungsmethoden als Grundlage zur Erhöhung der Effektivität bei der Produktion landwirtschaftlicher Erzeugnisse                         | |
| Kollektiv des Forschungsinstitutes für Impfstoffe Dessau der DAL                                       | Kollektiv des Forschungsinstitutes für Impfstoffe Dessau der DAL | für seinen Anteil an den wissenschaftlichen Leistungen bei der Entwicklung hochwirksamer Impfstoffe, Seren und Diagnostika, für die Gesunderhaltung der Viehbestände unter den Bedingungen der industriemäßigen Tierproduktion                                                               | |
| Hubert Möhlmann                                                                                        | Institutsdirektor | für seinen Anteil an den wissenschaftlichen Leistungen bei der Entwicklung hochwirksamer Impfstoffe, Seren und Diagnostika, für die Gesunderhaltung der Viehbestände unter den Bedingungen der industriemäßigen Tierproduktion                                                               | |
| Margot Meese                                                                                           | Abteilungsleiterin | für seinen Anteil an den wissenschaftlichen Leistungen bei der Entwicklung hochwirksamer Impfstoffe, Seren und Diagnostika, für die Gesunderhaltung der Viehbestände unter den Bedingungen der industriemäßigen Tierproduktion                                                               | |
| Peter Stöhr                                                                                            | Abteilungsleiter | für seinen Anteil an den wissenschaftlichen Leistungen bei der Entwicklung hochwirksamer Impfstoffe, Seren und Diagnostika, für die Gesunderhaltung der Viehbestände unter den Bedingungen der industriemäßigen Tierproduktion                                                               | |
| Karl-Heinz Pehl                                                                                        | Abteilungsleiter und stellvertretender Institutsdirektor | für seinen Anteil an den wissenschaftlichen Leistungen bei der Entwicklung hochwirksamer Impfstoffe, Seren und Diagnostika, für die Gesunderhaltung der Viehbestände unter den Bedingungen der industriemäßigen Tierproduktion                                                               | |
| Erika Strauß                                                                                           | medizinisch-technische Assistentin | für seinen Anteil an den wissenschaftlichen Leistungen bei der Entwicklung hochwirksamer Impfstoffe, Seren und Diagnostika, für die Gesunderhaltung der Viehbestände unter den Bedingungen der industriemäßigen Tierproduktion                                                               | |
| Kurt Weiner                                                                                            | Schlosser | für seinen Anteil an den wissenschaftlichen Leistungen bei der Entwicklung hochwirksamer Impfstoffe, Seren und Diagnostika, für die Gesunderhaltung der Viehbestände unter den Bedingungen der industriemäßigen Tierproduktion                                                               | |
| Werner Porstmann                                                                                       | stellvertretender Direktor des Bereiches Medizin und Leiter der Abteilung für kardiologische Diagnostik an der HUB                                                   | für seine bahnbrechende Leistung auf dem Gebiet der Kardiologie in Anwendung der Kathetermethode zur Beseitigung angeborener Herzfehler | |

## Preissummen
| Jahr   | Preissumme in Mark |
| ------ | ------------------ |
| 1960   | 450.000            |
| 1961   | 450.000            |
| 1962   | 150.000            |
| 1963   | 450.000            |
| 1964   | 350.000            |
| 1965   | 400.000            |
| 1966   | 250.000            |
| 1967   | 250.000            |
| 1968   | 350.000            |
| 1969   | 300.000            |
| Gesamt | 3.400.000          |